# Collinsville (Oklahoma)
Collinsville es una ciudad ubicada en los condados de Rogers y Tulsa en el estado estadounidense de Oklahoma. En el año 2010 tenía una población de 5606 habitantes y una densidad poblacional de 361,68 personas por km².

## Geografía
Collinsville se encuentra ubicada en las coordenadas 36°22′2″N 95°50′23″O / 36.36722, -95.83972 (36.367166, -95.839736).

## Demografía
Según la Oficina del Censo en 2000 los ingresos medios por hogar en la localidad eran de $36,209 y los ingresos medios por familia eran $41,275. Los hombres tenían unos ingresos medios de $29,670 frente a los $23,854 para las mujeres. La renta per cápita para la localidad era de $17,699. Alrededor del 11.4% de la población estaban por debajo del umbral de pobreza.